# Прибрежный (Астраханская область)
Прибре́жный — посёлок в Енотаевском районе Астраханской области России. Входит в состав Замьянского сельсовета.

## География
Посёлок находится на левом берегу реки Волга, на расстоянии примерно 60 км к юго-востоку от села Енотаевка, административного центра района. Абсолютная высота — 21 м ниже уровня моря.

## История
В 1969 году указом Президиума ВС РСФСР посёлок рыбозавода переименован в Прибрежный.

## Население
| 2002 | 2010 |
| ---- | ---- |
| 141  | ↘107 |

### Половой состав
По данным Всероссийской переписи, в 2010 году численность населения посёлка составляла 107 человек (52 мужчины и 55 женщин).

### Национальный состав
| Национальность | Численность (2010) | Процент |
| -------------- | ------------------ | ------- |
| Чеченцы        | 42                 | 39,3 %  |
| Русские        | 40                 | 37,4 %  |
| Казахи         | 25                 | 23,4 %  |
| Всего          | 107                | 100 %   |

## Улицы
| - ул. Волжская, - ул. Дорожная, - ул. Заречная, | - ул. Колхозная, - ул. Садовая, - ул. Школьная. |